# Ernest Wettyn
Ernest (ur. 24 marca 1441 w Miśni, zm. 26 sierpnia 1486 w Colditz) – od 1464 r. książę saski (do 1485 r. wraz z młodszym bratem Albrechtem) i elektor Rzeszy Niemieckiej z dynastii Wettinów (protoplasta linii ernestyńskiej tego rodu).

## Życiorys
Był drugim z synów elektora saskiego Fryderyka II Łagodnego oraz Małgorzaty, córki Ernesta Żelaznego z dynastii Habsburgów, najstarszym z żyjących w chwili śmierci ojca. Jeszcze przed objęciem tronu, w 1455 stał się (wraz z bratem Albrechtem) obiektem porwania przez mającego do jego ojca pretensje finansowe rycerza Kunza von Kauffungen. Porywacz, zdążający w kierunku granicy czeskiej został jednak schwytany, a dzieci Fryderyka Łagodnego uwolnione.
Po śmierci ojca w 1464 r. odziedziczył władzę w Saksonii wraz ze swoim młodszym bratem Albrechtem (początkowo niepełnoletnim), przy czym Ernestowi, jako starszemu przypadła godność elektora Rzeszy. Ernest poświęcił się przede wszystkim sprawom wewnętrznym, sprawnie administrując swoim krajom. W sprawach Rzeszy popierał on (wbrew antyhusyckiemu stanowisku Kościoła i ludności swego kraju) husyckiego króla czeskiego Jerzego z Podiebradów, co stanowiło kontynuację układu zawartego jeszcze przez jego ojca w 1459 r. Później starał się zbliżyć do króla węgierskiego Macieja Korwina, próbując jednak jednocześnie utrzymać ścisłe związku z cesarzem Fryderykiem III Habsburgiem, swoim wujem.
W okresie swoich rządów poczynił liczne nabytki terytorialne oraz starał się umocnić stanowisko Wettinów w Rzeszy. W 1472 r. nabył Żagań, a w 1477 r. Żary, Beeskow i Storkow. Te działania, a także uzyskanie dla swojego syna Ernesta w 1476 r. arcybiskupstwa Magdeburga (na dodatek ten ostatni w 1479 r. został też koadiutorem biskupstwa w Halberstadt) wywołały konflikt z margrabiami brandenburskimi. W 1480 r. Ernest wybrał się w podróż do Rzymu. Jedną z jej konsekwencji było objęcie w 1482 r. przez kolejnego syna Ernesta, Albrechta, stanowiska arcybiskupa Moguncji (jednego z duchownych elektorów Rzeszy). W 1482 r. po śmierci stryja Wilhelma przyłączył do Saksonii Turyngię.
W 1485 r. zawarł z bratem Albrechtem (mimo ostrzeżeń tego ostatniego) układ w Lipsku, na mocy którego państwo saskie zostało między obu braci podzielone: Ernest, który był elektorem Rzeszy, otrzymał część Saksonii z Wittenbergą i Turyngię. Od obu braci pochodziły dwie linie dynastii wettińskiej (ernestyńska i albertyńska), które rządziły w swoich częściach (także je dalej dzieląc) przez kolejne stulecia. Podział oznaczał też osłabienie pozycji Wettinów w Rzeszy.
Rok po podziale, w 1486 r. Ernest zmarł wskutek upadku z konia. Jego następcą został jego najstarszy syn Fryderyk III Mądry.

## Potomkowie
19 września 1460 r. poślubił w Lipsku Elżbietę, córkę księcia bawarskiego Albrechta III, zmarłą w 1484 r. Ze związku tego pochodziły następujące dzieci:
- Krystyna (ur. 1461, zm. 1521), żona króla duńskiego Jana
- Fryderyk (ur. 1463, zm. 1525), elektor saski (następca Ernesta),
- Ernest (ur. 1464, zm. 1513), arcybiskup Magdeburga,
- Albrecht (ur. 1467, zm. 1484), arcybiskup Moguncji,
- Jan (ur. 1468, zm. 1532), elektor saski (następca swego starszego brata Fryderyka),
- Małgorzata (ur. 1469, zm. 1528), żona księcia lüneburskiego Henryka II Średniego,
- Wolfgang (ur. 1473, zm. 1478).